# 勒內·吉拉爾
勒内·吉拉尔（1923年12月25日—2015年11月4日），生于法国阿维尼翁，逝于美国加州斯坦福。吉拉尔是法国人类学家和哲学家，法兰西学术院院士（2005年3月17日，37号交椅），“欲望的模仿理论”的创始人。他的研究兴趣和影响力极其广泛，在文学批评、批判理论、人类学、神学、心理学、神话学、社会学、经济学、文化研究和哲学都有成就。

## 生平
勒内·吉拉尔的父亲先是阿维尼翁考維（Calvet）图书馆和博物馆（阿维尼翁考维博物馆）的馆长（1906-1949年），后来又担任了万国宫（教皇堡）的馆长，是一位反教权主义者。他的母亲是法国德龙省第一位通过中学会考的女性，同时也是一名天主教徒。吉拉尔夫婦共有三个孩子。
勒内·吉拉尔于1943年至1947年在巴黎文献学院就读，并以一篇研究15世纪后半葉阿维尼翁的私人生活的论文结业。
1947年他获得一笔奖学金前往美国，1950年从印第安那大学古文献学院获得历史学位的博士，博士论文为《1940—1943年美国人对法国的看法》。毕业后他留在印第安那大学教授文学，这是为他奠定声名的领域。
吉拉尔于1957年至1968年在霍普金斯大学从事教研活动。1966年10月，他组织了一场“批评的语言和人文学科”的国际会议，法国结构主义的几大巨头——罗兰·巴特、雅克·德里达和雅克·拉康等都出席了会议，这场会议开启了美国对结构主义的发现之路。吉拉尔打趣说，他自己“把瘟疫带给美国了”。
1968年起至1975年，他加入了紐約州立大學水牛城分校，1975年他回到了霍普金斯大学。他与另一名后来也同样担任法兰西学术院院士和斯坦福大学教授的法国哲学家米歇尔·塞尔联系很紧，并与之合作著述。塞尔曾称吉拉尔为“人类认知领域的新达尔文”——吉拉尔对所有东西都着迷，他的著作提供了对人的本性、人类历史和命运的颠覆性视角。
吉拉尔的第一本书出版于1961年：《浪漫的谎言与小说的真实》，在书中他提出了“欲望的模仿理论”，该理论企图建立一种关于暴力和宗教的新的人类学。随即，他开始反思行为模仿主义的人类学特征：神圣的问题。这个问题成为他接下来最著名的书的名字《暴力和神圣》，出版于1972年。他从1971年起就开始了他第三阶段的理论。在法国的两位精神病学家讓-米歇爾·歐奧良和桂·黎弗特（Guy Lefort）的帮助下，他开始構築一部解释他整个思想的著作，包括第一次涉及圣经文本的解读：《自世界建立之日起便隐藏的事物》（1978年）。这本书受到法国公众的热烈欢迎，但也面临着在专业领域内完全无人回应的尴尬。接下来，他继续自己的研究，并用很多本著作来详细展开自己的观点。
他与讓-皮耶·杜普伊（Jean-Pierre Dupuy）共同主持了一个交叉学科研究项目，组织展开了很多重要会议。他的学术生涯于1995年从斯坦福大学退休而宣告结束。
吉拉尔也曾获得过很多学校的荣誉博士称号（阿姆斯特丹大学、蒙特利尔大学、巴尔的摩大学和巴黎天主教学院等）。
除了塞尔曾高度评价他是“人类认知领域的新达尔文”以外，另一位学者的评价也把他推崇到一个很高的地位，即皮耶·修呂说他是“人文科学里的爱因斯坦”。

## 主要作品
- 1961年：《浪漫的谎言与小说的真实》
- 1963年：《陀斯妥耶夫斯基：从双重到统一》
- 1972年：《暴力和神圣》
- 1978年：《自世界建立之日起便隐藏的事物》
- 1990年：《嫉妒之火：威廉·莎士比亚》
- 1999年：《我曾见撒旦坠落如闪电》
- 2007年：《终结克劳塞维茨：同伯努瓦·尚特尔的访谈》